# Václav Sivák (boxer)
Václav Sivák (* 27. května 1999) je český profesionální kickboxer, který závodí ve welterweight váze. Je současným členem WAKO-PRO a mistr světa v lehké velterové váze.

## Životopis a kariéra
Václav Sivák se narodil v Ostravě a vyrůstal v lokalitě vyloučených Romů v Ostravě-Vítkovicích. Sivák začal cvičit karate v 6 letech, ale byl často diskvalifikován za příliš tvrdý úder. V 11 letech přešel na Muay Thai. V 16 letech přestoupil do Hamr Gymu v Ostravě. Pod vedením svého trenéra, Viktora Petrlíka, nasbíral amatérskou kickboxerskou bilanci 94-5. Jako dítě patřil i k místnímu romskému gangu. Díky svému otci se dostal k bojovým uměním. Začal se jim věnovat naplno a v současné době[kdy?] je jedním z nejtalentovanějších kickboxerů v Evropě.